# Одзава Марія
Марі́я Одза́ва (яп. 小澤 マリア, англ. Maria Ozawa; нар. 8 січня 1986 року, Хоккайдо, Японія) — японська порноакторка.

## Біографія
Народилася 8 січня 1986 року в місті Хоккайдо в Японії. Її батько франко-канадського походження, а мати японка. Оскільки вона завжди відвідувала «міжнародну школу» для дітей від змішаних шлюбів, то, за власним твердженням, володіє англійською набагато краще, ніж японською, вільно спілкуючись обома. У школі Марія захоплювалася хокеєм і часто відвідувала караоке після уроків. За власними словами, перший секс вона пережила в 13 років.

## Діяльність
Ще школяркою знялася в рекламі «DARS Chocolate» разом з популярним японським поп-дуетом «KinKi Kids». В короткому ролику (30 секунд) вона передавала свій шоколад одному зі співаків.
Одзава вперше дізналася про порноіндустрію, подивившись порнофільм, що належав братові її знайомого.